# Angirasu parabenjamini
Espèce
Synonymes
- Speleonectes parabenjamini Koenemann, Iliffe & van der Ham, 2003

Angirasu parabenjamini est une espèce de rémipèdes de la famille des Cryptocorynetidae.

## Distribution
Cette espèce est endémique des Bahamas. Elle se rencontre dans la grotte anchialine Basil Minns Blue Hole de Great Exuma.

## Description
L'holotype mesure 16,8 mm.

## Publication originale
- Koenemann, Iliffe & van der Ham, 2003 : Three new sympatric species of Remipedia (Crustacea) from Great Exuma Island, Bahamas Islands. Contributions to Zoology, vol. 72, no 4, p. 227-252 (texte intégral).